# Елментејта
Елментејта је слано језеро у Великој раседној долини, 120 -{km} - северозападно од Најробија у Кенији. Познато је по великом броју алги које привлаче милионе фламингоса. Рамсарска конвенција га је заштитила, а 2011. године је уписано на УНЕСКО-ву светску баштину у Африци заједно са другим повезаним плитким кенијским језерима Велике раседне долине (Богорија и Накуру).

## О језеру
Језеро је алкално и богато натријумом. Просечна дубина је од 0,9 m. Налази се у Великој раседној долини и заједно са друга два повезана плитка језера представља једну целину уписану у УНЕСКО-ву светску баштину. Ова три језера су пресудни део једног од највећих миграторних путева на свету, пружајући зимски дом за више од 100 миграторних врста птица. Становништво зависи од топлих извора, који се налазе на југу, за снабдевање слатководном водом, као и за напајање стоке и наводњавање земљишта.

### Екосистем
Алкално језеро пружа повољно окружење за Diatomea и Cyanophyta, плаво-зелене алге Spirulina platensis, и оне су база ланца исхране за више врста птица. Просечно се овде налази преко 610.000 птица током годишњег пописа, 450 врста од који је 80 водених врста. Језеро је важно за мале фламингосе (Phoenicopterus minor), домаћин је за 28,5% популације у свету и игра посебно важну улогу када је храна ограничена у другим сланим језерима Велике раседне долине као што су Накуру и Богорија. Значајно је у екосистему овог дела Кеније.

#### Флора
Флору језера чине алге Diatomea и Cyanophyta, плаво-зелене алге Spirulina platensis које су база ланца исхране за више врста птица.

#### Фауна
Језеро Елментејта је дом за 13 угрожених птичјих врста. Сматра се важним местом за храњење хиљада јединки малог фламингоса, а главно је гнездилиште за велике беле пеликане. Ту се налази и значајна популација сисара: црни носорог, жирафа, лав, гепард, дивљи пас. Током суве сезоне, црна лава острва, која се налазе у западном делу језера, пружа једино погодно место за размножавање великих белих пеликана (Pelecanus onocrotalus) у Великој раседној долини.

## Туризам
На овој локацији су развијени туристички и рекреативни саджаји који су важан извор прихода. Такође је, у циљу заштите овог подручја, успостављена заштитна зона, а  спроводе се и пројекти екотуризма.

## Галерија
- Сателитски снимак
- Фламингоси
- Панорама језера
- Елментејта